# Manuel da Silva Gaio
Manuel da Silva Gaio (Coimbra, 6 de Maio de 1860 — Coimbra, 11 de Fevereiro de 1934) foi um poeta, teorizador e ensaísta português.
Foi o introdutor do neolusitanismo, um movimento literário com a sua origem na obra de António Nobre que proclamava a criação de uma poesia nacionalista e regionalista em Portugal. Com afinidades ao simbolismo, aquele movimento tinha como objectivos centrais reavivar as tradições e as fórmulas literárias verdadeiramente autóctones, mas, ao mesmo tempo, introduzir-lhes inovações métricas e estilísticas. Na poesia de Silva Gaio, tal como na dos outros poetas da corrente estética em que se inseriu, perpassa a angústia motivada pela passagem do tempo, a inquietação religiosa e o amor enquanto fatalidade e causa de morte. Sem nunca ter atingido a plenitude artística em nenhum dos géneros a que se dedicou, Silva Gaio exerceu grande influência, especialmente a nível ideológico, junto dos poetas e artistas do seu tempo.

## Biografia
Manuel da Silva Gaio nasceu em Coimbra, filho de Emília Augusta de Campos Paredes e de António de Oliveira da Silva Gaio, médico e professor de Higiene na Universidade de Coimbra, também escritor de nomeada.
Durante mais de trinta anos (1895-1928) exerceu as funções de secretário da Universidade de Coimbra.
Foi colaborador do jornal Novidades e secretário da Revista de Portugal por convite de Eça de Queirós. Colaborou na Revista científica e literária  publicada em Coimbra entre 1880 e 1881, e também se conhecem algumas colaborações suas nas revistas Arte e vida  (1904-1906), Ave Azul (1899-1900), «Ilustração Portugueza». hemerotecadigital.cm-lisboa.pt (iniciada em 1903), A semana de Lisboa  (1893-1895), Branco e Negro  (1896-1898), Serões  (1901-1911) e Revista de História  (1912-1928) e Homens Livres  (1923) .